# Струпенфосен
Вижте пояснителната страница за други значения на Струпен.
Струпенфосен (Strupenfossen) е водопад в Норвегия.
Намира се до селището Струпен в провинция Тромс, Норвегия до фиордите Маланген и Балсфйорд. Висок e 820 м.